# Blastocystis
Blastocystis — рід найпростіших, відкритий 1911 року. Спочатку їх вважали грибоподібними організмами, а потім перекласифікували до страменопілів (гетероконтів). Blastocystis — одні з найпоширеніших у світі паразитів, що мають глобальне поширення[джерело?]. Спричинюють у людини бластоцистоз.

## Шкода
Під впливом провокуючих факторів паразит виділяє в кров і слизову токсини. Це продукти життєдіяльності бластоцист, які стрімко отруюють організм.[неавторитетне джерело]

## Класифікація
До роду Blastocystis відносять 5 видів[джерело?]:
- Blastocystis enterocola
- Blastocystis galli
- Blastocystis lapemi
- Blastocystis lapemidis
- Blastocystis ranarum